# IBU Cup 2021-2022
L'IBU Cup 2021-2022 è stata la ventiquattresima edizione del circuito internazionale di secondo livello proposto dall'IBU; il primo è costituito dalla Coppa del mondo di biathlon 2022.
La stagione è iniziata il 25 novembre 2021 a Idre Fjaell ed è terminata il 13 marzo 2022 a Val Ridanna. I campionati europei di Arber sono stati la sesta tappa del circuito.
I vincitori uscenti (femminile e maschile) della classifica generale erano la tedesca Vanessa Voigt e il norvegese Filip Fjeld Andersen.

## Risultati

### Maschile
| Data                                | Località     | Nazione    | Spec. | Primo                     | Secondo                   | Terzo                   |
| ----------------------------------- | ------------ | ---------- | ----- | ------------------------- | ------------------------- | ----------------------- |
| 25 novembre 2021                    | Idre Fjaell  | Svezia     | SP    | Lucas Fratzscher          | Sverre Dahlen Aspenes     | Johannes Kuehn          |
| 27 novembre 2021                    | Idre Fjaell  | Svezia     | SP    | Aleksander Fjeld Andersen | Lucas Fratzscher          | Vasilii Tomshin         |
| 28 novembre 2021                    | Idre Fjaell  | Svezia     | PU    | Vasilii Tomshin           | Aleksander Fjeld Andersen | Aleksandr Povarnicyn    |
| 1 dicembre 2021                     | Sjusjoen     | Norvegia   | SS    | Filip Fjeld Andersen      | Erlend Bjoentegaard       | Justus Strelow          |
| 3 dicembre 2021                     | Sjusjoen     | Norvegia   | SP    | Anton Babikov             | Filip Fjeld Andersen      | Håvard Gutubø Bogetveit |
| 4 dicembre 2021                     | Sjusjoen     | Norvegia   | MS60  | Anton Babikov             | Erlend Bjoentegaard       | Remi Broutier           |
| 16 dicembre 2021                    | Obertilliach | Austria    | IN    | David Zobel               | Dominik Windisch          | Maksim Tsvetkov         |
| 18 dicembre 2021                    | Obertilliach | Austria    | SP    | Håvard Gutubø Bogetveit   | Erlend Bjoentegaard       | Maksim Tsvetkov         |
| 8 gennaio 2023                      | Orsblie      | Slovacchia | SP    | Aleksander Fjeld Andersen | Nikita Poršnev            | Ilnaz Mukhamedzianov    |
| 9 gennaio 2023                      | Orsblie      | Slovacchia | SP    | Sindre Fjellheim Jorde    | Erlend Bjoentegaard       | Johannes Dale-Skjevdal  |
| 12 gennaio 2022                     | Orsblie      | Slovacchia | IN    | Vetle Paulsen             | Martin Femsteinevik       | Justus Strelow          |
| 14 gennaio 2022                     | Orsblie      | Slovacchia | SP    | Émilien Claude            | Sindre Pettersen          | Petr Pashchenko         |
| 15 gennaio 2022                     | Orsblie      | Slovacchia | PU    | Cancellato                |                           |                         |
| Campionati europei di biathlon 2022 |              |            |       |                           |                           |                         |
| 26 gennaio 2022                     | Arber        | Germania   | IN    | Sverre Dahlen Aspenes     | Anton Babikov             | Matthias Dorfer         |
| 28 gennaio 2022                     | Arber        | Germania   | SP    | Erlend Bjoentegaard       | Nikita Poršnev            | Lucas Fratzscher        |
| 29 gennaio 2022                     | Arber        | Germania   | PU    | Sverre Dahlen Aspenes     | Petr Pashchenko           | Lucas Fratzscher        |
| 3 febbraio 2022                     | Nove Mesto   | Rep. Ceca  | SP    | Sverre Dahlen Aspenes     | Aleksandr Povarnicyn      | Philipp Horn            |
| 5 febbraio 2022                     | Nove Mesto   | Rep. Ceca  | SP    | Aleksander Fjeld Andersen | Justus Strelow            | Sverre Dahlen Aspenes   |
| 3 marzo 2022                        | Lenzerheide  | Svizzera   | SP    | Johannes Dale-Skjevdal    | Endre Stroemsheim         | Lucas Fratzscher        |
| 5 marzo 2022                        | Lenzerheide  | Svizzera   | SS    | Philipp Horn              | Justus Strelow            | Émilien Claude          |
| 6 marzo 2022                        | Lenzerheide  | Svizzera   | MS60  | Endre Stroemsheim         | Johannes Dale-Skjevdal    | Philipp Horn            |
| 10 marzo 2022                       | Val Ridanna  | Italia     | SP    | Erlend Bjoentegaard       | Marco Gross               | Philipp Horn            |
| 12 marzo 2022                       | Val Ridanna  | Italia     | PU    | Philipp Horn              | Erlend Bjoentegaard       | Marco Gross             |

Legenda: IN = individuale (20 km) SS = super sprint (4.5 km qual.+7.5 km final) SP = sprint (10 km) PU = inseguimento (12,5 km) MS60 = partenza in linea a 60 (15 km)

### Femminile
| Data                                | Località     | Nazione    | Spec. | Primo                 | Secondo               | Terzo                        |
| ----------------------------------- | ------------ | ---------- | ----- | --------------------- | --------------------- | ---------------------------- |
| 25 novembre 2021                    | Idre Fjaell  | Svezia     | SP    | Marion Wiesensarter   | Caroline Colombo      | Daria Blashko                |
| 27 novembre 2021                    | Idre Fjaell  | Svezia     | SP    | Franziska Hildebrand  | Caroline Colombo      | Irene Cadurisch Daria Blasko |
| 28 novembre 2021                    | Idre Fjaell  | Svezia     | PU    | Franziska Hildebrand  | Evgenija Pavlova      | Paula Botet                  |
| 1 dicembre 2021                     | Sjusjoen     | Norvegia   | SS    | Linda Zingerle        | Iryna Petrenko        | Anastasiia Shevchenko        |
| 3 dicembre 2021                     | Sjusjoen     | Norvegia   | SP    | Anastasiia Shevchenko | Karoline Erdal        | Paula Botet                  |
| 4 dicembre 2021                     | Sjusjoen     | Norvegia   | MS60  | Ragnhild Femsteinevik | Anastasiia Shevchenko | Paula Botet                  |
| 16 dicembre 2021                    | Obertilliach | Austria    | IN    | Elisabeth Hoegberg    | Franziska Hildebrand  | Marthe Krakstad Johansen     |
| 18 dicembre 2021                    | Obertilliach | Austria    | SP    | Anastasiia Shevchenko | Paula Botet           | Karoline Offigstad Knotten   |
| 8 gennaio 2023                      | Orsblie      | Slovacchia | SP    | Ragnhild Femsteinevik | Gilonne Guigonnat     | Juni Arnekleiv               |
| 9 gennaio 2023                      | Orsblie      | Slovacchia | SP    | Larisa Kuklina        | Ragnhild Femsteinevik | Victoria Slivko              |
| 12 gennaio 2022                     | Orsblie      | Slovacchia | IN    | Janina Hettich-Walz   | Evgenija Pavlova      | Marthe Krakstad Johansen     |
| 14 gennaio 2022                     | Orsblie      | Slovacchia | SP    | Camille Bened         | Evgenija Pavlova      | Natalia Gerbulova            |
| 15 gennaio 2022                     | Orsblie      | Slovacchia | PU    | Evgenija Pavlova      | Sara Andersson        | Jenny Enodd                  |
| Campionati europei di biathlon 2022 |              |            |       |                       |                       |                              |
| 26 gennaio 2022                     | Arber        | Germania   | IN    | Evgenija Pavlova      | Alina Stremous        | Natalia Gerbulova            |
| 28 gennaio 2022                     | Arber        | Germania   | SP    | Ragnhild Femsteinevik | Franziska Hildebrand  | Janina Hettich-Walz          |
| 29 gennaio 2022                     | Arber        | Germania   | PU    | Alina Stremous        | Janina Hettich-Walz   | Jenny Enodd                  |
| 3 febbraio 2022                     | Nove Mesto   | Rep. Ceca  | SP    | Caroline Colombo      | Anna Gandler          | Larisa Kuklina               |
| 5 febbraio 2022                     | Nove Mesto   | Rep. Ceca  | SP    | Irina Shakleina       | Janina Hettich-Walz   | Marthe Krakstad Johansen     |
| 3 marzo 2022                        | Lenzerheide  | Svizzera   | SP    | Michela Carrara       | Karoline Erdal        | Caroline Colombo             |
| 5 marzo 2022                        | Lenzerheide  | Svizzera   | SS    | Ragnhild Femsteinevik | Anna Weidel           | Lou Jeanmonnot               |
| 6 marzo 2022                        | Lenzerheide  | Svizzera   | MS60  | Hanna Kebinger        | Jenny Enodd           | Lou Jeanmonnot               |
| 10 marzo 2022                       | Val Ridanna  | Italia     | SP    | Lou Jeanmonnot        | Elisabeth Hoegberg    | Karoline Erdal               |
| 12 marzo 2022                       | Val Ridanna  | Italia     | PU    | Caroline Colombo      | Ragnhild Femsteinevik | Lou Jeanmonnot               |

Legenda: IN = individuale (15 km) SS = super sprint (4.5 km qual.+7.5 km final) SP = sprint (7,5 km) PU = inseguimento (10 km) MS60 = partenza in linea a 60 (12,5 km)

### Miste
| Data                                | Località     | Nazione  | Spec. | Primo    | Secondo  | Terzo    |
| ----------------------------------- | ------------ | -------- | ----- | -------- | -------- | -------- |
| 19 dicembre 2021                    | Obertilliach | Austria  | MX    | Russia   | Norvegia | Italia   |
| 19 dicembre 2021                    | Obertilliach | Austria  | SMX   | Russia   | Svezia   | Italia   |
| Campionati europei di biathlon 2022 |              |          |       |          |          |          |
| 30 gennaio 2022                     | Arber        | Germania | MX    | Norvegia | Germania | Svezia   |
| 30 gennaio 2022                     | Arber        | Germania | SMX   | Russia   | Francia  | Germania |
| 13 marzo 2022                       | Val Ridanna  | Italia   | SMX   | Germania | Francia  | Norvegia |
| 13 marzo 2022                       | Val Ridanna  | Italia   | MX    | Francia  | Germania | Svezia   |

Legenda: MX = staffetta mista (2×6+2×7,5)km (D/U) (2×7,5+2×6)km (U/D) SMX = staffetta singola mista

## Classifiche

### Maschili

#### Generale
| Pos. | Nome                      | Nazione  | Punti |
| ---- | ------------------------- | -------- | ----- |
| 1    | Erlend Bjoentegaard       | Norvegia | 829   |
| 2    | Håvard Gutubø Bogetveit   | Norvegia | 647   |
| 3    | Sverre Dahlen Aspenes     | Norvegia | 639   |
| 4    | Lucas Fratzscher          | Germania | 605   |
| 5    | Justus Strelow            | Germania | 565   |
| 6    | Émilien Claude            | Francia  | 549   |
| 7    | Aleksander Fjeld Andersen | Norvegia | 548   |
| 8    | Philipp Horn              | Germania | 484   |
| 9    | Vasilii Tomshin           | Russia   | 467   |
| 10   | Johannes Dale-Skjevdal    | Norvegia | 402   |

#### Sprint
| Pos. | Nome                      | Nazione  | Punti |
| ---- | ------------------------- | -------- | ----- |
| 1    | Erlend Bjoentegaard       | Norvegia | 436   |
| 2    | Håvard Gutubø Bogetveit   | Norvegia | 385   |
| 3    | Sverre Dahlen Aspenes     | Norvegia | 374   |
| 4    | Aleksander Fjeld Andersen | Norvegia | 366   |
| 5    | Émilien Claude            | Francia  | 343   |

#### Inseguimento
| Pos. | Nome                  | Nazione  | Punti |
| ---- | --------------------- | -------- | ----- |
| 1    | Erlend Bjoentegaard   | Norvegia | 133   |
| 2    | Sverre Dahlen Aspenes | Norvegia | 130   |
| 3    | Philipp Horn          | Germania | 90    |
| 4    | Vasilii Tomshin       | Russia   | 89    |
| 5    | Lucas Fratzscher      | Germania | 86    |

#### Partenza in linea
| Pos. | Nome                | Nazione  | Punti |
| ---- | ------------------- | -------- | ----- |
| 1    | Endre Stroemsheim   | Norvegia | 100   |
| 2    | Erlend Bjoentegaard | Norvegia | 92    |
| 3    | Lucas Fratzscher    | Germania | 77    |
| 4    | Marco Gross         | Germania | 66    |
| 5    | Anton Babikov       | Russia   | 60    |

#### Individuale
| Pos. | Nome                  | Nazione  | Punti |
| ---- | --------------------- | -------- | ----- |
| 1    | Anton Babikov         | Russia   | 97    |
| 2    | Oscar Lombardot       | Francia  | 94    |
| 3    | Sverre Dahlen Aspenes | Norvegia | 88    |
| 4    | Justus Strelow        | Germania | 82    |
| 5    | Nikita Poršnev        | Russia   | 79    |

#### Super Sprint
| Pos. | Nazione                 | Punti    |     |
| ---- | ----------------------- | -------- | --- |
| 1    | Justus Strelow          | Germania | 102 |
| 2    | Erlend Bjoentegaard     | Norvegia | 92  |
| 3    | Lucas Fratzscher        | Germania | 79  |
| 4    | Émilien Claude          | Francia  | 77  |
| 5    | Håvard Gutubø Bogetveit | Norvegia | 77  |

#### Nazioni
| Pos. | Nazione  | Punti |
| ---- | -------- | ----- |
| 1    | Norvegia | 8401  |
| 2    | Germania | 8030  |
| 3    | Francia  | 7209  |
| 4    | Italia   | 6864  |
| 5    | Russia   | 6494  |

### Femminili

#### Generale
| Pos. | Nome                     | Nazione  | Punti |
| ---- | ------------------------ | -------- | ----- |
| 1    | Lou Jeanmonnot           | Francia  | 668   |
| 2    | Ragnhild Femsteinevik    | Norvegia | 643   |
| 3    | Elisabeth Hoegberg       | Svezia   | 590   |
| 4    | Marthe Krakstad Johansen | Norvegia | 562   |
| 5    | Camille Bened            | Francia  | 555   |
| 6    | Evgenija Pavlova         | Russia   | 548   |
| 7    | Sophie Chauveau          | Francia  | 519   |
| 8    | Caroline Colombo         | Francia  | 513   |
| 9    | Karoline Erdal           | Norvegia | 493   |
| 10   | Jenny Enodd              | Norvegia | 481   |

#### Sprint
| Pos. | Nome                  | Nazione  | Punti |
| ---- | --------------------- | -------- | ----- |
| 1    | Caroline Colombo      | Francia  | 364   |
| 2    | Ragnhild Femsteinevik | Norvegia | 355   |
| 3    | Lou Jeanmonnot        | Francia  | 352   |
| 4    | Camille Bened         | Francia  | 332   |
| 5    | Elisabeth Hoegberg    | Svezia   | 323   |

#### Inseguimento
| Pos. | Nome                  | Nazione  | Punti |
| ---- | --------------------- | -------- | ----- |
| 1    | Evgenija Pavlova      | Russia   | 144   |
| 2    | Jenny Enodd           | Norvegia | 139   |
| 3    | Caroline Colombo      | Francia  | 112   |
| 4    | Ragnhild Femsteinevik | Norvegia | 106   |
| 5    | Sophie Chauveau       | Francia  | 105   |

#### Partenza in linea
| Pos. | Nome                  | Nazione  | Punti |
| ---- | --------------------- | -------- | ----- |
| 1    | Ragnhild Femsteinevik | Norvegia | 92    |
| 2    | Hanna Kebinger        | Germania | 89    |
| 3    | Lou Jeanmonnot        | Francia  | 78    |
| 4    | Karoline Erdal        | Norvegia | 62    |
| 5    | Marion Wiesensarter   | Germania | 59    |

#### Individuale
| Pos. | Nome                     | Nazione  | Punti |
| ---- | ------------------------ | -------- | ----- |
| 1    | Evgenija Pavlova         | Russia   | 154   |
| 2    | Marthe Krakstad Johansen | Norvegia | 109   |
| 3    | Janina Hettich-Walz      | Germania | 98    |
| 4    | Natalia Gerbulova        | Russia   | 78    |
| 5    | Victoria Slivko          | Russia   | 72    |

#### Super Sprint
| Pos. | Nazione               | Punti    |    |
| ---- | --------------------- | -------- | -- |
| 1    | Lou Jeanmonnot        | Francia  | 82 |
| 2    | Emma Nilsson          | Norvegia | 66 |
| 3    | Karoline Erdal        | Norvegia | 65 |
| 4    | Ragnhild Femsteinevik | Norvegia | 60 |
| 4    | Linda Zingerle        | Italia   | 60 |

#### Nazioni
| Pos. | Nazione  | Punti |
| ---- | -------- | ----- |
| 1    | Francia  | 7985  |
| 2    | Norvegia | 7838  |
| 3    | Germania | 7801  |
| 4    | Svezia   | 7075  |
| 5    | Italia   | 6815  |

### Miste

#### Staffette Miste
| Pos. | Nazione  | Punti |
| ---- | -------- | ----- |
| 1    | Francia  | 288   |
| 2    | Germania | 285   |
| 3    | Norvegia | 279   |
| 4    | Italia   | 245   |
| 5    | Svezia   | 239   |